# Hertzsprung-Russell-Diagramm
Das Hertzsprung-Russell-Diagramm, kurz HRD, zeigt grob die Entwicklungsverteilung der Sterne. Es wurde 1913 von Henry Norris Russell entwickelt und baut auf Arbeiten von Ejnar Hertzsprung auf. Wird dazu der Spektraltyp gegen die absolute Helligkeit aufgetragen, ergeben sich bei einer genügenden Anzahl von Eintragungen charakteristische linienartige Häufungen.

## Charakteristische Bereiche

### Hauptreihe
Das Diagramm zeigt die meisten Sterne in der Gegend der sogenannten Hauptreihe (main sequence oder Zwergenast), die sich von den O-Sternen mit einer absoluten Helligkeit von circa Magnitude −6 bis zu den M-Sternen mit einer absoluten Helligkeit von Magnitude 9 bis 16 hinzieht. Die Sterne der Hauptreihe bilden die Leuchtkraftklasse V. Die Sonne ist ein Hauptreihenstern der Spektralklasse G2. Weitere Beispiele für Hauptreihensterne sind Wega (A0) und Sirius (A1).

### Sonstige Bereiche
Oberhalb der Hauptreihe findet sich der Riesenast mit Sternen der Leuchtkraftklasse III.
Zwischen der Hauptreihe und dem Riesenast finden sich die selteneren Unterriesen mit der Leuchtkraftklasse IV. Ihr Durchmesser liegt zwischen dem der Sterne der Hauptreihe und dem der Riesensterne.
Im Bereich der Spektralklassen A5 bis G0, links oberhalb der Hauptreihe, liegt die sogenannte Hertzsprung-Lücke (auf der Illustration nicht eingezeichnet), ein Gebiet mit auffällig wenigen Sternen. Sie erklärt sich dadurch, dass massereiche Sterne lediglich eine sehr kurze Zeit benötigen, um sich zu Riesen zu entwickeln und damit relativ schnell im Riesenast aufgehen. Daher erscheint der Bereich der Hertzsprung-Lücke relativ leer.
Neben der dicht besetzten Hauptreihe und dem Riesenast gibt es noch die Bereiche der hellen Riesen (bright giants) mit der Leuchtkraftklasse II sowie der Überriesen (supergiants) mit der Leuchtkraftklasse I. Diese Bereiche sind relativ dünn aber gleichmäßig besetzt.
Unterhalb der Hauptgruppe finden sich die Bereiche der Unterzwerge mit einer etwa um 1–3 geringeren Magnitude sowie die isoliert im Bereich der Spektralklassen B bis G liegende Gruppe der weißen Zwerge mit einer um etwa 8–12 geringeren Magnitude als die Sterne der Hauptgruppe und einem sehr geringen Durchmesser.

## Deutung

Vereinfachte Darstellung eines Hertzsprung-Russell-Diagramms

Die Konzentration der Sterne auf die verschiedenen Gruppen lässt sich aus der Theorie der Sternentwicklung erklären. Die Entwicklungszustände der Sterne sind voneinander mehr oder weniger klar abgegrenzt und finden sich an ganz bestimmten Stellen des HRD wieder. Im Laufe der Zeit ändern sich die beiden Zustandsgrößen der Effektivtemperatur und der Leuchtkraft eines Sterns in Abhängigkeit von den nuklearen Vorgängen in seinem Inneren, so dass jeder Stern einen gewissen Entwicklungsweg durch das HRD durchläuft. Dies geschieht mit unterschiedlicher Geschwindigkeit. Entwicklungszustände, die lange Zeit anhalten, sind dementsprechend häufiger zu beobachten (z. B. in der Hauptreihe) als schnelle, nur kurz anhaltende Entwicklungsstufen (z. B. im Bereich der Hertzsprung-Lücke).
Jenseits von Effektivtemperaturen von etwa 3000–5000 Kelvin finden sich im HRD keine Sterne mehr, weil hier der Bereich der Protosterne liegt, welche eine sehr hohe Entwicklungsgeschwindigkeit haben. Diese nahezu senkrecht verlaufende „Linie“ wird Hayashi-Linie genannt. Da der Spektraltyp grob mit der Oberflächentemperatur des Sterns zusammenhängt, kann das HRD als Temperatur-Leuchtkraft-Diagramm angesehen werden. 

## Alternative Darstellungen zum klassischen HRD
Statt des Spektraltyps kann man auch den Farbindex der Sterne auftragen, der ebenfalls ein Maß für ihre Temperatur ist. Statt des HRD wird so das Farben-Helligkeits-Diagramm (FHD) erhalten.